# Auke van de Kamp
Auke van de Kamp (* 31. Juli 1995 in Zutphen) ist ein niederländischer Volleyballspieler.

## Karriere
Van de Kamp begann seine Karriere beim Talentteam Papendal. 2015 wechselte er zu Abiant Lycurgus Groningen. Mit dem Verein gewann der Außenangreifer 2016 das Double aus nationalem Pokal und Meisterschaft. 2017 und 2018 folgten zwei weitere Meistertitel. Mit der niederländischen Nationalmannschaft schied van de Kamp bei der Europameisterschaft 2017 in der Vorrunde aus. In der abgebrochenen Saison 2019/20 spielte er beim belgischen Erstligisten Tectum Achel. Danach kehrte er nach Groningen zurück und wurde in der Saison 2020/21 niederländischer Vizemeister. 2021 spielte er wieder bei der Europameisterschaft, wo er mit den Niederlanden ins Viertelfinale kam. Danach wurde er vom deutschen Bundesligisten SVG Lüneburg verpflichtet. Mit dem Verein erreichte er das Finale im DVV-Pokal 2021/22 und das Playoff-Viertelfinale der Bundesliga. Auch in der Saison 2022/23 spielt van de Kamp für Lüneburg.